# Železniki
Železniki () so mesto na Gorenjskem s približno 3.000 prebivalci (2020) in središče istoimenske občine, ki leži ob Selški Sori na mestu, kjer se Selška dolina nekoliko razširi. Kot pove ime, ima bogato tradicijo železarstva, nastalo je iz fužinarskega naselja, ki se prvič omenja že v 14. stoletju. Z razvojem fužinarstva so se tu naseljevali ljudje iz Furlanije in drugod, zaradi česar se je kraja prijelo ime Lahovše. Leta 1575 je dobilo trške pravice. Železarska obrt je zamrla v začetku 20. stoletja, o njej pa še pričajo železarske hiše in eden od dveh plavžev, ki je zdaj restavriran in ohranjen kot tehniški spomenik. Še vedno je v kraju močno prisotna industrija, ki zaposluje večino prebivalstva, s kovinskopredelovalnimi, pohištvenimi in drugimi obrati. Staro fužinarsko jedro kot celota ima status kulturnega spomenika lokalnega pomena. Železniki se delijo še na naslednje dele oz. naselja: Češnjica, Dašnica, Studeno, Na Kresu, Na Plavžu, Otoki, Racovnik, Log, Škovine in Trnje ter od 1966 tudi Jesenovec. Status mesta so Železniki dobili leta 2006.

## Zgodovina
Železniki so mesto z bogato železarsko tradicijo. Sledovi pridelave železa, datirani v halštatsko dobo, so bili odkriti na vzpetini Štalca, ki leži nad Železniki pod vasjo Kališe. Selška dolina je bila torej dokazano poseljena že okoli leta 800-300 pr. n. št., že v tem obdobju pa so se prebivalci ukvarjali z železarstvom.
V 10. stoletju je območje Železnikov pripadalo freisinškim škofom. Ti so v 13. in 14. stoletju v Železnike z namenom pridobivanja železa naselili kovače iz Italijanske pokrajine Furlanije.
Tržne pravice so Železniki pridobili v 16. stoletju. Na prelomu 19. in 20. stoletja je železarstvo dokončno propadlo zaradi pomanjkanja rude, konkurence in zastarelosti tehnologije. Ponoven vzpon gospodarstva se je nato začel šele po 2. svetovni vojni z ustanovitvijo kovinske zadruge Niko.

## Kultura
Mesto ima svoj muzej, ki skupaj z muzejskim društvom Železniki skrbi za ohranjanje pestre zgodovine kraja. Na ogled je tudi zbirka starih obrti. Muzejsko društvo izdaja zbornik selške doline, imenovan Železne niti, ki pomembno prispeva k ohranjanju kulturne dediščine. Omenjeno društvo se ukvarja tudi z eksperimentalno arheologijo starodavnega taljenja železa.
V mestu vsako leto poteka glasbeni festival alternativne glasbe Krawal v organizaciji kulturnega društva Rov. Festival je žanrsko osredotočen na punk, crust, grind, metal in alter rock. V Železnikih deluje ali je delovalo tudi veliko glasbenih skupin iz omenjenih glasbenih smeri: Sodn dan, Obidil, 3=Pjančki, Disdrug this fuck in mnogi drugi. 
Vsako leto turistično društvo Železniki organizira etnografski festival Čipkarski dnevi v Železnikih, ki je posvečen predvsem, ne pa izključno, tradiciji izdelovanja čipk.

## Šport
V Železnikih delujejo številna športna društva. Rokometno društvo Alples v sezoni 2021/2022 nastopa v 1B državni rokometni ligi. Rokomet je sicer v Železnikih prisoten preko 50 let. V mestu deluje tudi Nogometni klub Niko Železniki. Tako rokomet kot nogomet je zastopan v vseh starostnih sekcijah.
Na področju avtošporta se v Železnikih vsako leto s strani športnega društva Omikron organizira rally.
MTB Železniki je gorsko kolesarsko društvo, katerega člani izkoriščajo teren okoliških hribov, ki je primeren za spuste z gorskimi kolesi. Na soriški planini redno organizirajo tudi downhill tekme za državno prvenstvo. 
Nekatera druga športna društva so: Floorball klub Galaks, Strelsko društvo Lotrič, Kegljaški klub Železniki, cestno kolesarski klub ŠD Kamikaze in podobni.

V Železnikih se nahaja tudi pokrit plavalni bazen. To omogoča, da je plavanje vključeno v program športne vzgoje v osnovni šoli Železniki.

## Industrija
Železniki so mesto z močnim gospodarstvom. Paradni konj je podjetje Domel. Podjetje v Sloveniji zaposluje preko 1000 ljudi. Domel se ukvarja z razvojem in proizvodnjo elektromotorjev. Niko Železniki je drugo večje podjetje, ki v kraju zaposluje preko 200 ljudi. Je največji proizvajalec mehanizmov za registratorje na svetu. Obe podjetji izhajata iz kovinske zadruge Niko, ki je bila ustanovljena leta 1946.
Tretje večje podjetje v Železnikih je z več kot 130 zaposlenimi Alples, ki se ukvarja s proizvodnjo pohištva. Alpes je nastal leta 1955 kot Medzadružno lesnoindustrijsko podjetje Češnjica.
V Železnikih se nahaja tudi Mebor, dobitnik zlate gazele 2018. Podjetje se ukvarja z razvojem in proizvodnjo lesno obdelovalnih strojev.

## Župnija
Župnija Železniki je rimskokatoliška teritorialna župnija dekanije Škofja Loka nadškofije Ljubljana. Župnija je prvotno spadala pod starološko prafaro, pod selško župnijo pa do 12. februarja 1622, ko je fužinar Jurij Plavc od Patriaha v Vidmu dobil dovoljenje za ustanovitev nove župnije. Pravijo, da je moral po Selški Sori jahaje prinesti domov ustanovno pismo, da se je izognil Selčanom, ki so želeli Železnike obdržati v svoji župniji.

### Ustanovitvena listina
V imenu Gospodovem, amen. Po svetih kanonih in posebno po odlokih svetega Tridentinskega zbora je gotovo, da morejo škofje v cerkvah, v katerih zaradi oddaljenosti ali slabih potov ni mogoče prihajati k zakramentom in sv. Maši, ustanavljati župnije tudi proti volji župnikov … Ko smo hoteli z razumevanjem ugoditi poznanim potrebam, smo upravičeno prošnjo železnikarskih faranov po poslancih preložili pobožnemu cesarju Ferdinandu. Cesar je za uresničenje te zadeve dobrohotno določil dvesto forintov za vzdrževanje duhovnika, bivajočega v Železnikih. V moči odlokov Tridentinskega koncila odločamo, da je cerkev ločena in oddeljena od župnijske cerkve v Selcih. Ko jo povzdigujemo in določamo (za župnijsko cerkev), hočemo, da je ta cerkev sv. Antona popolnoma samostojna in izvzeta od župnijske in materne cerkve v Selcih. Tako župnik materne cerkve glede dušnega pastirstva nima v njej nič delati ali si lastiti. Da pa se ohrani primerno spoštovanje imenovane cerkve materni cerkvi v Selcih, hočemo in določamo, da morajo in so dolžni vsakokratni dušni pastir in njegovi farani v prihodnje trikrat na leto v procesiji obiskati župnijsko cerkev v Selcih, in sicer na Veliko soboto ob blagoslovitvi velikonočne sveče, na dan posvečenja in na dan farnega patrona omenjene cerkve. V znak časti in spoštovanja naj darujejo belo svečo, težko tri libre, župniku pa tri forinte …
Dano v patrijarhovi palači v letu Gospodovem 1622, v prvem letu vladanja sv. Očeta Gregorija V.

Župnijska cerkev Župnije Železniki je posvečena sv. Antonu Puščavniku, umetnostnozgodovinsko pomembnejša pa je še baročna cerkev sv. Frančiška Ksaverja. 

## Znani ljudje, povezani s krajem
- Luka Mesec, slovenski politik, poslanec in bivši koordinator stranke Levica ter družbeno-politični aktivist
- Marko (Valentinov) Kobler, trgovec na Reki (Hrvaška), oče Ivana Koblerja (Reka, 22.8.1811 - Reka, 2.7.1893), pravnika, vršilca raznih državnih funkcij in zgodovinarja Reke z okolico.
- Anton Koblar, zgodovinar in politik
- France Koblar, literarni zgodovinar, kritik, akademik
- Josip Boncelj, slovenski inženir, strojnik
- Veličan Bešter, fotograf in filmar
- Filip Gartner, smučarski trener
- Aleš Gartner, smučarski trener
- Anton Globočnik, župan Postojne